# Whitney Harris
Whitney Robson Harris (12 de agosto de 1912 – 21 de abril de 2010) fue un fiscal estadounidense y uno de los últimos supervivientes de los que participaron en los juicios de Núremberg. Falleció en su casa el día 21 de abril de 2010 tras padecer un cáncer.

## Biografía
Harris nació en Seattle, Washington. Su padre era vendedor de coches. Esstudió en la Universidad de Washington, en su ciudad natal, Seattle, donde se licenció en 1933. Se graduó en la Facultad de Derecho de Berkeley en 1936, ese mismo año fue admitido en el colegio de abogados de California tras aprobar el examen de acceso a la abogacía. Ejerció la abogacía en Los Ángeles de 1936 a 1942. Más tarde se convirtió en abogado de la Marina con el grado de capitán.
A principios de 1942 -después del ataque a Pearl Harbor- Harris se alistó como alférez en la Marina de los Estados Unidos, donde sirvió como oficial de línea hasta 1945. Poco antes del final de la guerra, la Marina le asignó a la Oficina de Servicios Estratégicos (OSS) para una misión especial. Harris tenía ya el rango de teniente primero y su trabajo en la OSS consistía en investigar los crímenes de guerra del Eje en el teatro de operaciones europeo. 
La OSS bajo el mando de Bill Donovan, al igual que la organización de Robert H. Jackson (Office of the U.S. Chief of Counsel for the Prosecution of Axis Criminality, OUSCCPAC desde octubre de 1946 Office of Chief of Counsel for War Crimes, OCCWC), se ocupaba de la investigación y persecución de los crímenes de los "principales criminales de guerra". Esto dio lugar a una rivalidad institucional entre Donovan y Jackson en la preparación de la acusación para el juicio de Núremberg, que, a medida que se acercaba el inicio del juicio, se decantó esencialmente a favor de Jackson, que reclutó a gran parte de su personal de la OSS. En agosto de 1945, Harris se trasladó al personal de Robert H. Jackson, donde ejerció de fiscal hasta el 1 de octubre de 1946. Su área de responsabilidad en el principal juicio por crímenes de guerra de Núremberg fue el procesamiento de Ernst Kaltenbrunner, la Gestapo y el SD.
Tras el final de la Segunda Guerra Mundial, Harris fue seleccionado para formar parte del equipo jurídico dirigido por el juez del Tribunal Supremo de EE. UU. Robert H. Jackson que inició el enjuiciamiento de los criminales de guerra en Núremberg, Alemania. Harris dirigió el caso del equipo contra Ernst Kaltenbrunner, el líder de más alto rango de la Policía de Seguridad nazi que fue juzgado. Consiguió que se condenara a Kaltenbrunner por crímenes de guerra y crímenes contra la humanidad. También fue responsable de interrogar a Rudolf Franz Ferdinand Hoess, antiguo comandante del campo de concentración de Auschwitz.
Al finalizar su servicio militar, Harris regresó a Estados Unidos y enseñó en la Facultad de Derecho de la Universidad Metodista del Sur. Después de trabajar como Director de Personal de la Segunda Comisión Hoover en Washington D. C., fue nombrado primer Director Ejecutivo del Colegio de Abogados de Estados Unidos en 1954. Posteriormente, Harris trabajó como abogado interno de la compañía telefónica Southwestern Bell, y dirigió su propio bufete de abogados en San Luis. 
Harris fue galardonado con la alta orden americana Legion of Merit por su trabajo en Núremberg. El 30 de octubre de 1984, el presidente alemán Richard von Weizsäcker le concedió la Cruz Federal al Mérito de 1.ª clase.
Cuando los delegados de 131 países crearon la Corte Penal Internacional en 1998, no incluyeron inicialmente el inicio de guerras de agresión como crimen de guerra. Junto con Henry T. King y Ben Ferencz, dos de los otros fiscales de Núremberg.
En febrero de 2002, el "Instituto de Estudios Jurídicos Mundiales" de la Facultad de Derecho de la Universidad de Washington pasó a llamarse Instituto de Derecho Mundial Whitney R. Harris, en honor y reconocimiento a los logros de Harris a lo largo de su vida en el campo de la justicia internacional, y a su apoyo a la educación e investigación jurídicas. Fue miembro del Consejo Internacional del Whitney R. Harris World Law Institute.
Durante una reunión de expertos de la Iniciativa sobre Crímenes contra la Humanidad del Instituto, celebrada en 2010 en la Brookings Institution, Harris hizo un llamamiento justo antes de su muerte a los expertos jurídicos, miembros de la sociedad civil y diplomáticos que estaban presentes. Afirmó. "Tras los juicios, en 1948 se adoptó la Convención sobre el Genocidio, que criminalizó el intento de los nazis de exterminar a los judíos europeos. Los Convenios de Ginebra se elaboraron en 1949, codificando las leyes de la guerra. Pero los crímenes contra la humanidad -uno de los elementos más revolucionarios e importantes de la propia Carta de Nuremberg- nunca se recogieron en un tratado hasta la adopción del Estatuto de la Corte Penal Internacional en el verano de 1998. En la práctica, esto significa que las palabras pronunciadas después de Núremberg "Y nunca más" no tienen más que un significado vacío. Amigos míos, esta iniciativa del Instituto que lleva mi nombre es el primer esfuerzo internacional serio para llenar este vacío, completar este trabajo y cumplir con el legado de Núremberg."
Harris habló de la maldad institucional del régimen nazi en Alemania durante una entrevista en 2008: "La sociedad sienta las bases, y nosotros nos desarrollamos en esa sociedad... Nos convertimos en parte de esa sociedad, nos cautiva, y podemos hacer el mal también. Eso hace que te preguntes cuál es el futuro de la humanidad: ¿va a triunfar el mal en última instancia, o va a triunfar el bien? Hay que encontrar los buenos instintos que hay en todos nosotros".
Al considerar la conservación del medio ambiente como otro componente importante para promover el bien en el mundo, Harris fue también miembro fundador del Consejo de Desarrollo del Centro Internacional de Ecología Tropical de la Universidad de Misuri-St. El centro pasó a llamarse Centro Mundial de Ecología Whitney R. Harris tras una importante donación en 2006.
Harris estuvo casado tres veces. Su primera esposa fue Gerda Harris, de Hidden Hills, California. Murió en 2012. Se casó con su segunda esposa, con la que tuvo un hijo, su único hijo, en 1964. Estuvieron casados hasta la muerte de ella, en 1999. Harris se casó con su tercera esposa en 2000. Murió en su casa de cáncer en 2010. Tres años antes, le habían diagnosticado cáncer por primera vez.